# Comuna Kamîșne, Stanîcino-Luhanske
Kamîșne (în ucraineană Камишне) este o comună în raionul Stanîcino-Luhanske, regiunea Luhansk, Ucraina, formată din satele Iuhanivka, Kamîșne (reședința) și Kolesnîkivka.

## Demografie
Componența lingvistică a comunei Kamîșne
     Rusă (88,12%)
     Ucraineană (11,23%)
     Alte limbi (0,11%)
Conform recensământului din 2001, majoritatea populației comunei Kamîșne era vorbitoare de rusă (88,12%), existând în minoritate și vorbitori de ucraineană (11,23%).